# Merinotus seminiger
Merinotus seminiger är en stekelart som beskrevs av Szepligeti 1914. Merinotus seminiger ingår i släktet Merinotus och familjen bracksteklar. Inga underarter finns listade i Catalogue of Life.